# Ču I-liou
 Ču I-liou (čínsky pchin-jinem Zhū Yìliú, znaky tradiční 朱翊鏐; 1568 Peking – 1614 Wej-chuej), kníže z Lu, byl čtvrtý syn Lung-čchinga, císaře říše Ming a jedné z jeho konkubín paní Li.

## Život
Ču I-liou se narodil roku 1568 Lung-čchingovi, v letech 1567–1572 císaři čínské říše Ming jako jeho čtvrtý syn, matkou Ču Ču I-lioua byla jedna z císařových vedlejších manželek, paní Li. Roku 1571 obdržel titul knížete z Lu (čínsky pchin-jinem Lùwáng, znaky 潞王) a po dosažení dospělosti, roku 1589, přesídlil do svého údělu ve Wej-chuej v provincii Che-nan.
Ču I-liou měl čtyři syny a čtyři dcery. Dva starší synové zemřeli malí, třetí – Ču Čchang-fang (1608–1646) – zdědil titul knížete z Lu, čtvrtý – Ču Čchang-šuej – obdržel titul knížete komandérie z Pao-feng. Dvě z dcer také zemřely v dětství.